# 1919年のメジャーリーグベースボール
以下は、メジャーリーグベースボール（MLB）における1919年のできごとを記す。
1919年4月19日に開幕し10月9日に全日程を終え、ナショナルリーグはシンシナティ・レッズが1890年にナショナルリーグ加盟以来初のリーグ優勝を、そしてアメリカンリーグはシカゴ・ホワイトソックスが2年ぶり4度目のリーグ優勝を果たした。
ワールドシリーズはシンシナティ・レッズがシカゴ・ホワイトソックスを5勝3敗で制し、初めてシリーズ制覇となった。しかしこの年のワールドシリーズは選手の賭博行為と八百長試合が行われ、後にブラックソックス事件として騒がれてメジャーリーグに深い傷を残した。
1918年のメジャーリーグベースボール - 1919年のメジャーリーグベースボール - 1920年のメジャーリーグベースボール

## できごと
前年11月に第一次世界大戦が終わって戦地に赴いた選手たちも戻ったが、例年の154試合ではなく140試合制として開幕した。
アメリカン・リーグは、シカゴ・ホワイトソックスが6位に終わった前年から復活し、エディ・シーコット が29勝、レフティ・ウィリアムズが23勝を上げ、シューレス・ジョー・ジャクソンが打率.351で、エディ・コリンズ が.319で盗塁33で盗塁王となり、2年ぶりのリーグ優勝となった。
一方ナショナル・リーグは前年優勝のシカゴ・カブスがピート・アレクサンダー投手が16勝止まりで3位に落ち、ニューヨーク・ジャイアンツが2位で、シンシナティ・レッズはエド・ローシュ外野手が.321で2度目の首位打者を獲得し、初めてのリーグ優勝となった。
- アメリカン・リーグの首位打者はタイ・カッブが.384で12度目の首位打者となった。そしてこれが最後の首位打者獲得となった。1922年に.401を打ったがジョージ・シスラーの.420に届かず4割を打ちながら首位打者になれなかった。
- 同じアメリカンリーグの最多本塁打と最多打点はレッドソックスのベーブ・ルースで前年の11本に続き、この年はさらに29本に伸ばした。投手から外野手に転向していきなりホームラン記録を更新した彼の人気は沸騰した。しかしシーズン終了後にルースはレッドソックスのオーナーハリー・フレイジーに前年の給料の2倍である2万ドルを要求し、これを拒否し我慢がならなくなったオーナーは、ルースをニューヨーク・ヤンキースへ12万5000ドルのトレーﾄﾞマネーと30万ドルの負債の肩代わりする金銭トレードで放出する。
- ナショナルリーグの最多本塁打はフィラデルフィア・フィリーズのギャビー・クラバスで12本であった。1912年にフィリーズに移り、当時のフィリーズの本拠地だったベーカー・ボウルが極端に右翼が狭く本塁打を量産した。1913年には最多本塁打19本と最多安打179本及び最多打点118で最優秀選手の選考で2位となった。1915年には本塁打24本、打点115、得点89でリーグトップの成績を収めた。その後1916年を除いて、38歳になる1919年までリーグ本塁打王を6回獲得し、通算本塁打119本はこの時期の通算本塁打数のMLB記録（20世紀以降）であった。

### ワールドシリーズの疑惑
ホワイトソックス対レッズとなったこの年のワールドシリーズの下馬評は圧倒的にホワイトソックスの優勢が伝えられていた。ところがすでにシリーズ前から八百長の噂が盛んに飛び交い、賭け率が初めは3対1でホワイトソックス有利であったのだが、直前には8対5でレッズに傾き、ホワイトソックスは負けるという噂が広まっていった。そして結果はレッズの5勝3敗でホワイトソックスは敗れた。第1戦と第2戦を落とした後にホワイトソックスのグリーソン監督はオーナーのコミスキーに報告し、その後アメリカン・リーグ会長のバン・ジョンソンに報告したが、ジョンソン会長は「ばかばかしい」と八百長疑惑を一蹴した。監督は第5戦で敗れた後に「優勝したチームと同じとは、とても思えない」と語っている。そして第8戦が終わってシリーズが終了した後にも監督は「シリーズでうちの選手は試合を投げていた」と語っている。
この年はこれで終わった。しばらくすると、次第に人々の記憶からも薄れ、忘れられたように日常に戻っていった。しかし翌年9月に八百長への関与が明らかになり法廷に持ち込まれたが、その1年後の1921年8月に無罪判決となった。しかし直後にランディス・コミッショナーの永久追放処分が発表されてこの事件は終幕となった。

## 最終成績

### レギュラーシーズン
| 順 | チーム                           | 勝利 | 敗戦 | 勝率 | G差  |
| -- | -------------------------------- | ---- | ---- | ---- | ---- |
| 1  | シカゴ・ホワイトソックス         | 88   | 52   | .629 | --   |
| 2  | クリーブランド・インディアンス   | 84   | 55   | .604 | 3.5  |
| 3  | ニューヨーク・ヤンキース         | 80   | 59   | .576 | 7.5  |
| 4  | デトロイト・タイガース           | 80   | 60   | .571 | 8.0  |
| 5  | セントルイス・ブラウンズ         | 67   | 72   | .482 | 20.5 |
| 6  | ボストン・レッドソックス         | 66   | 71   | .482 | 20.5 |
| 7  | ワシントン・セネタース           | 56   | 84   | .400 | 32.0 |
| 8  | フィラデルフィア・アスレチックス | 36   | 104  | .257 | 52.0 |

| 順 | チーム                       | 勝利 | 敗戦 | 勝率 | G差  |
| -- | ---------------------------- | ---- | ---- | ---- | ---- |
| 1  | シンシナティ・レッズ         | 96   | 44   | .686 | --   |
| 2  | ニューヨーク・ジャイアンツ   | 87   | 53   | .621 | 9.0  |
| 3  | シカゴ・カブス               | 75   | 65   | .536 | 21.0 |
| 4  | ピッツバーグ・パイレーツ     | 71   | 68   | .511 | 24.5 |
| 5  | ブルックリン・ロビンス       | 69   | 71   | .493 | 27.0 |
| 6  | ボストン・ブレーブス         | 57   | 82   | .410 | 38.5 |
| 7  | セントルイス・カージナルス   | 54   | 83   | .394 | 40.5 |
| 8  | フィラデルフィア・フィリーズ | 47   | 90   | .343 | 47.5 |

### ワールドシリーズ
- レッズ 5 - 3 ホワイトソックス

| 10/1 – | ホワイトソックス | 1  | - | 9 |  | レッズ           |
| 10/2 – | ホワイトソックス | 2  | - | 4 |  | レッズ           |
| 10/3 – | レッズ           | 0  | - | 3 |  | ホワイトソックス |
| 10/4 – | レッズ           | 2  | - | 0 |  | ホワイトソックス |
| 10/6 – | レッズ           | 5  | - | 0 |  | ホワイトソックス |
| 10/7 – | ホワイトソックス | 5  | - | 4 |  | レッズ           |
| 10/8 – | ホワイトソックス | 4  | - | 1 |  | レッズ           |
| 10/9 – | レッズ           | 10 | - | 5 |  | ホワイトソックス |

## 個人タイトル

### アメリカンリーグ
| 項目   | 選手                   | 記録 |
| ------ | ---------------------- | ---- |
| 打率   | タイ・カッブ (DET)     | .384 |
| 本塁打 | ベーブ・ルース (BOS)   | 29   |
| 打点   | ベーブ・ルース (BOS)   | 114  |
| 得点   | ベーブ・ルース (BOS)   | 103  |
| 安打   | タイ・カッブ (DET)     | 191  |
| 安打   | ボビー・ヴィーチ (DET) | 191  |
| 盗塁   | エディ・コリンズ (CWS) | 33   |

| 項目   | 選手                         | 記録 |
| ------ | ---------------------------- | ---- |
| 勝利   | エディ・シーコット (CWS)     | 29   |
| 敗戦   | ハリー・ハーパー (WS1)       | 21   |
| 防御率 | ウォルター・ジョンソン (WS1) | 1.49 |
| 奪三振 | ウォルター・ジョンソン (WS1) | 147  |
| 投球回 | エディ・シーコット (CWS)     | 306⅔ |
| 投球回 | ジム・ショー (WS1)           | 306⅔ |
| セーブ | アラン・ラッセル (NYY/BOS)   | 5    |
| セーブ | ジム・ショー (WS1)           | 5    |
| セーブ | ボブ・ショーキー (NYY)       | 5    |

### ナショナルリーグ
| 項目   | 選手                     | 記録 |
| ------ | ------------------------ | ---- |
| 打率   | エド・ローシュ (CIN)     | .321 |
| 本塁打 | ギャビー・クラバス (PHI) | 12   |
| 打点   | ハイ・メイヤーズ (BRO)   | 73   |
| 得点   | ジョージ・バーンズ (NYG) | 86   |
| 安打   | アイビー・オルソン (BRO) | 164  |
| 盗塁   | ジョージ・バーンズ (NYG) | 40   |

| 項目   | 選手                         | 記録 |
| ------ | ---------------------------- | ---- |
| 勝利   | ジェシー・バーンズ (NYG)     | 25   |
| 敗戦   | リー・メドウズ (STL / PHI)   | 20   |
| 防御率 | ピート・アレクサンダー (CHC) | 1.72 |
| 奪三振 | ヒッポ・ボーン (CHC)         | 141  |
| 投球回 | ヒッポ・ボーン (CHC)         | 306⅔ |
| セーブ | オスカー・トゥエロ (STL)     | 4    |